# Henckelia quinquevulnera
Henckelia quinquevulnera är en tvåhjärtbladig växtart som först beskrevs av Ridley, och fick sitt nu gällande namn av A. Weber. Henckelia quinquevulnera ingår i släktet Henckelia och familjen Gesneriaceae. Inga underarter finns listade i Catalogue of Life.

## Bildgalleri

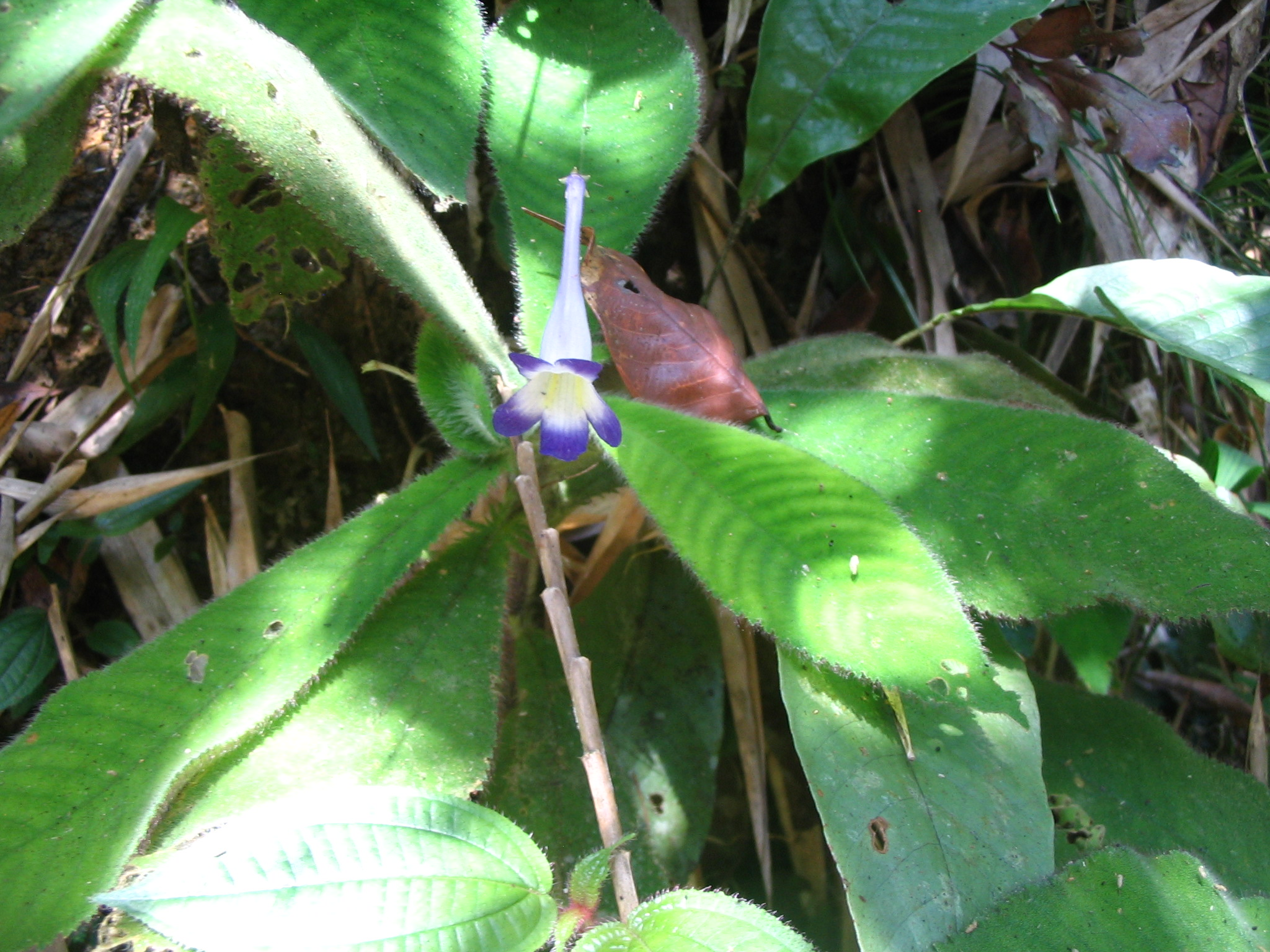